# Triptolemma
Triptolemma é um gênero de esponja marinha da família Pachastrellidae.

## Espécies
- Triptolemma cladosum (Sollas, 1888)
- Triptolemma incertum (Kirkpatrick, 1903)
- Triptolemma intextum (Carter, 1876)
- Triptolemma simplex (Sarà, 1959)